# 阿富汗内战 (1989年—1992年)
1989年—1992年阿富汗内战，又称第一次阿富汗内战，是這一時期阿富汗境內出現的內戰。內戰始於1989年2月15日，當時距離蘇軍撤出阿富汗還差3個月。這一衝突一直持續至1992年4月27日。
1989年—1992年，一些阿富汗聖戰者聯合起來，與當時的阿富汗民主共和国的政府軍作戰。 
1991年3月，聖戰者聯盟攻占了霍斯特。 1992年3月，由於此時苏联已解體，阿富汗民主共和国总统穆罕默德·纳吉布拉同意下台。